# 68. вечити дерби у фудбалу
68. вечити дерби у фудбалу је фудбалска утакмица одиграна у Београду 14. јуна 1981. године, између Црвене звезде и Партизана. Утакмица се завршила резултатом 1 : 1 (0 : 1).